# Suzuki APV
Die Fahrzeugmodelle Suzuki APV, APV Arena, APV Luxury und Suzuki Mega Carry sind sogenannte Multi Purpose Vehicle, die Suzuki seit 2004 produziert. Entwickelt wurde die Modellreihe in Japan und produziert wird sie in Indonesien beim Joint Venture PT Indomobil. Seit dem Facelift 2008 vertreibt Suzuki den APV als Kastenwagen, den APV Arena als Kleinbus und den APV Luxury als Minivan. Die Modellreihe wird von Suzuki vor allem in südostasiatischen Ländern vertrieben, sowie in Australien, Algerien, Aruba und Chile.
Ein bislang nur in Indonesien angebotenes Schwestermodell ist der ebenfalls von PT. IndoMobil Suzuki International produzierte Mitsubishi Maven. Dieser befindet sich seit 2005 in Produktion.
Der Mitsubishi Maven wird lediglich mit einem Vierzylinder-Ottomotor des Typs 4G15A-12 Valve SOHC ausgeliefert, der einen Hubraum von 1468 cm³ und eine Leistung von 64 kW besitzt. Dieser ist beim Suzuki APV lediglich die Einsteigermotorisierung. In der Topversion wird der APV mit dem 4G16A 16 valve MPi Inline 4 ausgerüstet. Mit einem Hubraum von 1590 cm³ hat dieser dann eine Leistung von 69 kW.
Während der Suzuki APV 2008 einem Facelift unterzogen wurde, wird der Mitsubishi Maven unverändert weitergebaut.
Seit 2011 wird auch ein Pritschenwagen der Modellreihe produziert, der außerhalb Indiens und Indonesien als Suzuki Mega Carry vermarktet wird.
Das Leergewicht der Wagen wird mit 1160–1325 kg angegeben.

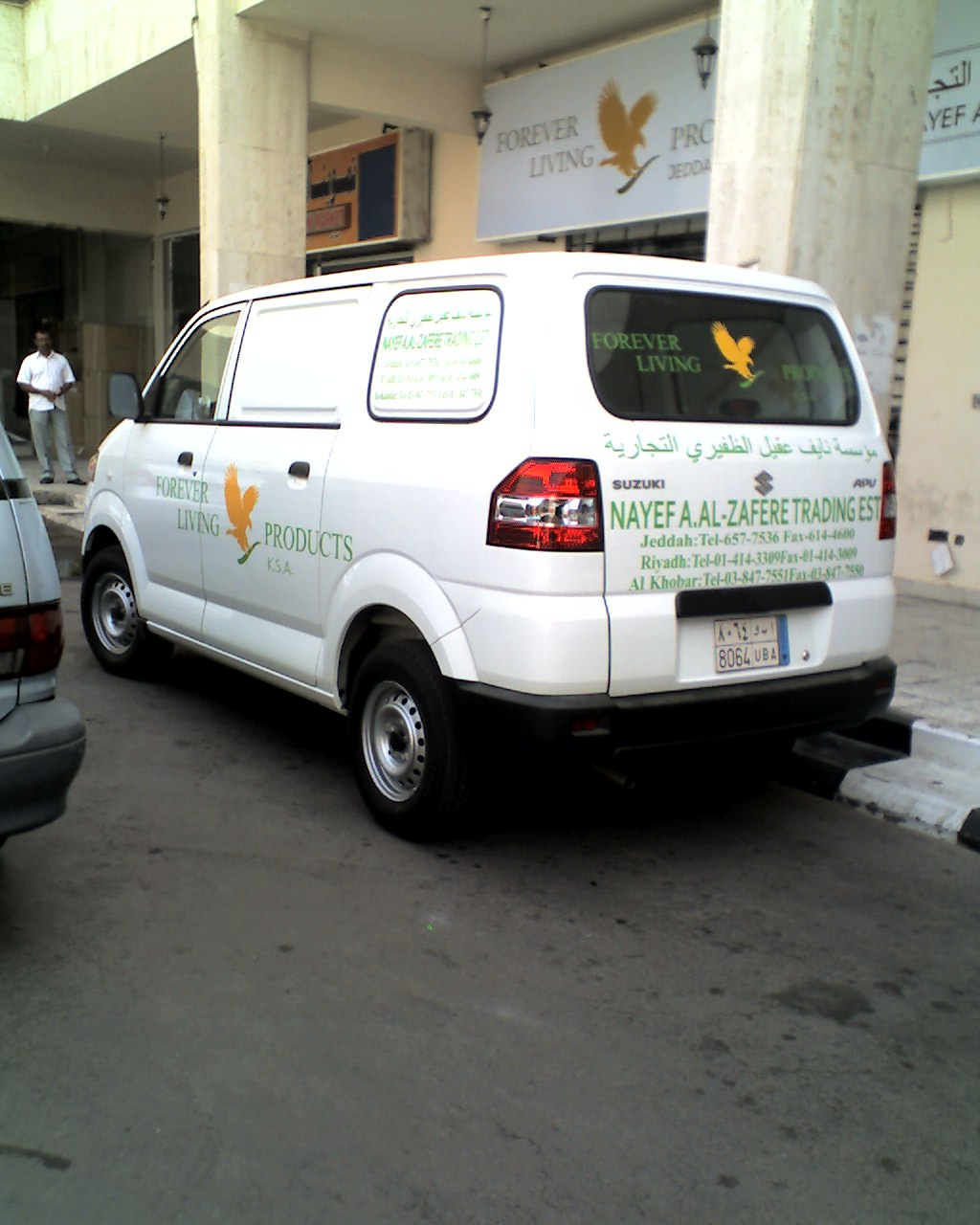
APV
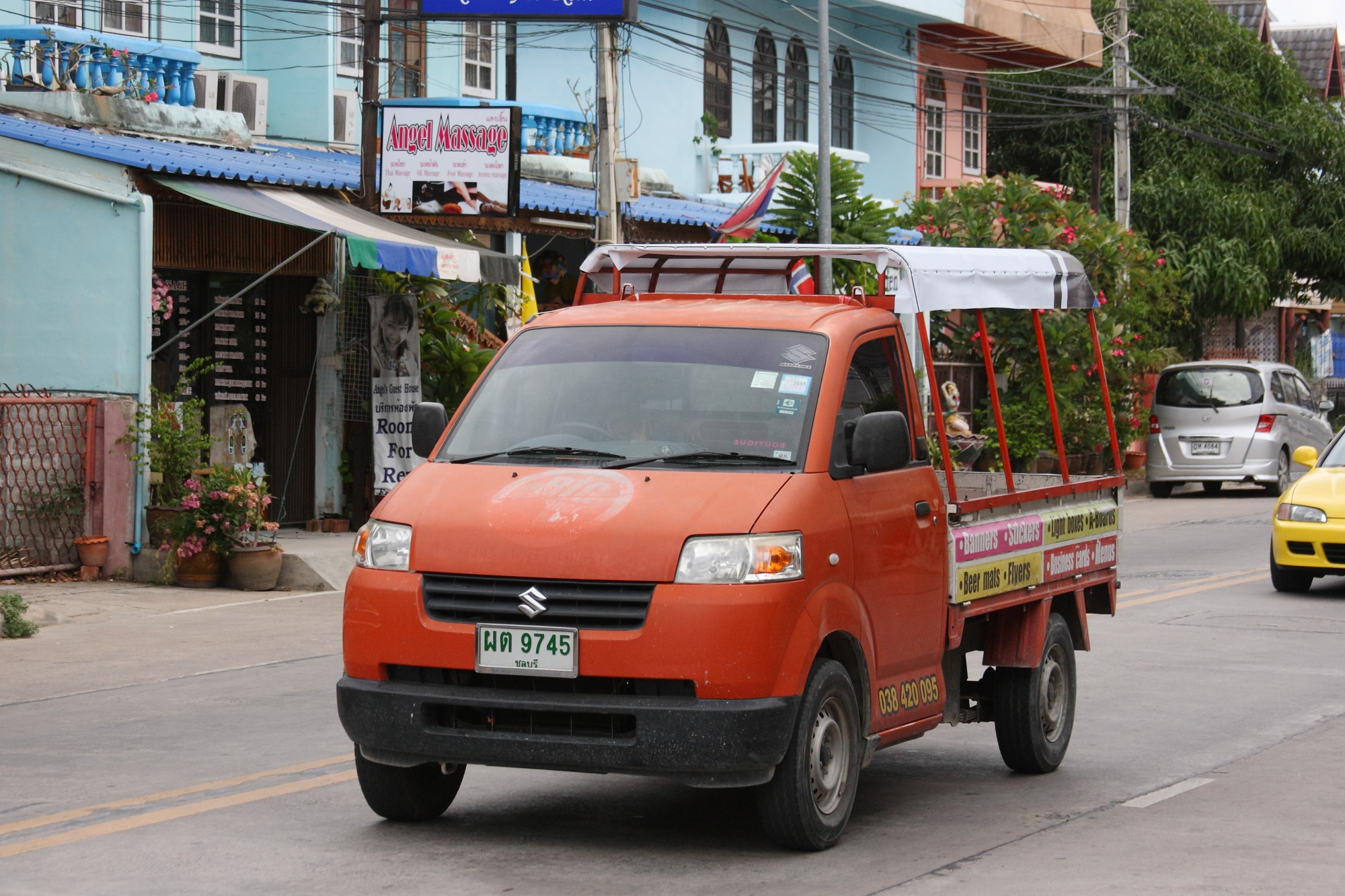
Suzuki Mega Carry / APV Mega
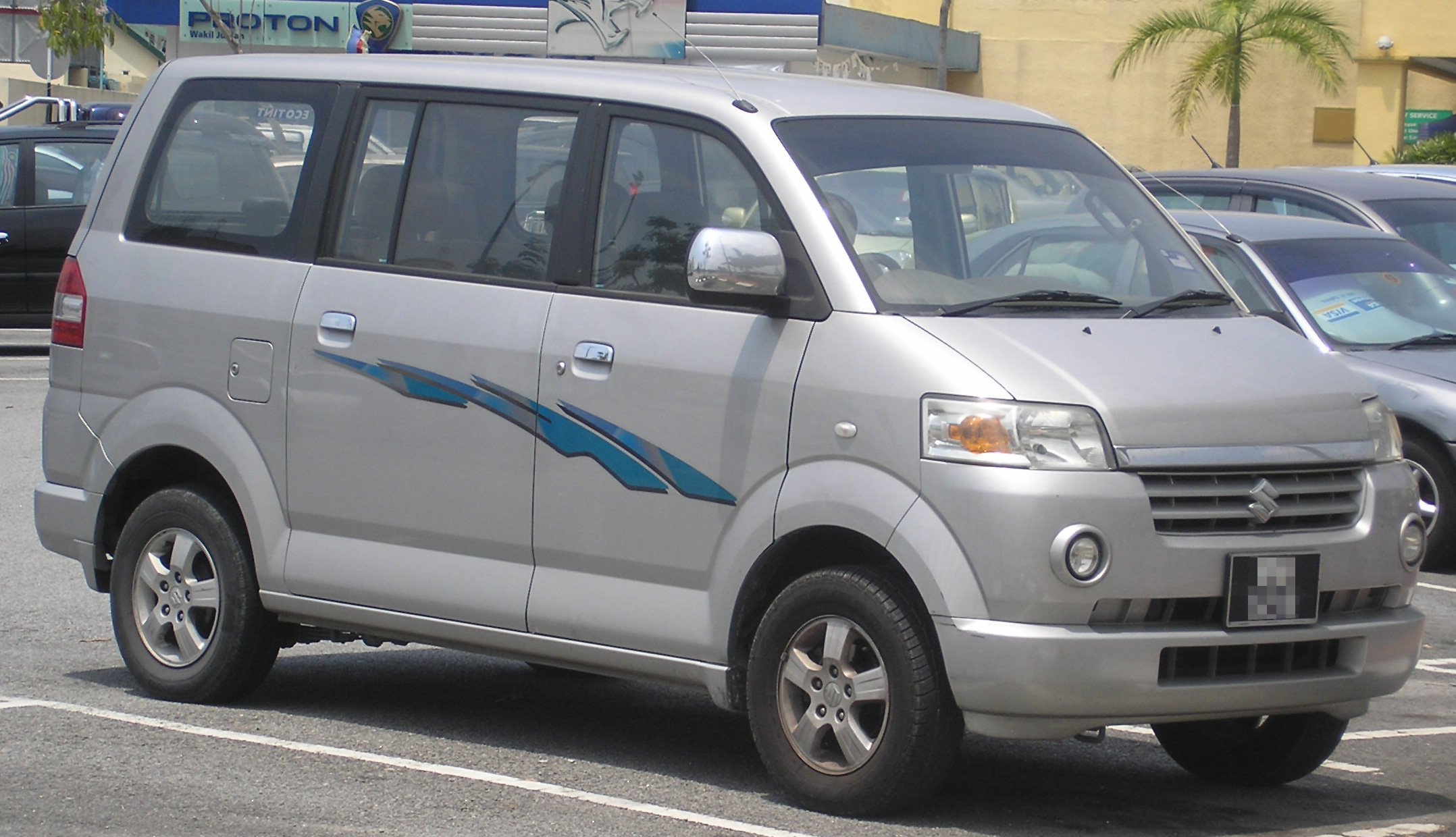
APV 2004–2008